# Bolkap
In de meetkunde is een bolkap een deel van een bol (lichaam) dat van de bol wordt afgesneden door een vlak.  

## Eigenschappen
De oppervlakte van het bolle gedeelte van een bolkap wordt gegeven door
{\displaystyle A=2\pi rh=2\pi (1-\cos \alpha )r^{2}}
Het volume is
{\displaystyle V={\frac {\pi h}{6}}(3a^{2}+h^{2})},
met {\displaystyle a} de straal van de bolkap, {\displaystyle r} de straal van de bol, {\displaystyle h} de hoogte van de bolkap en {\displaystyle \alpha } de halve openingshoek van de bolkap.

## Trivia
Een pileolus en een keppel hebben min of meer de vorm van een bolkap.